# Vităneștii de sub Măgură
Vităneștii de sub Măgură – wieś w Rumunii, w okręgu Vrancea, w gminie Bolotești. W 2011 roku liczyła 705
mieszkańców.